# St. Dionysius (Rodenäs)

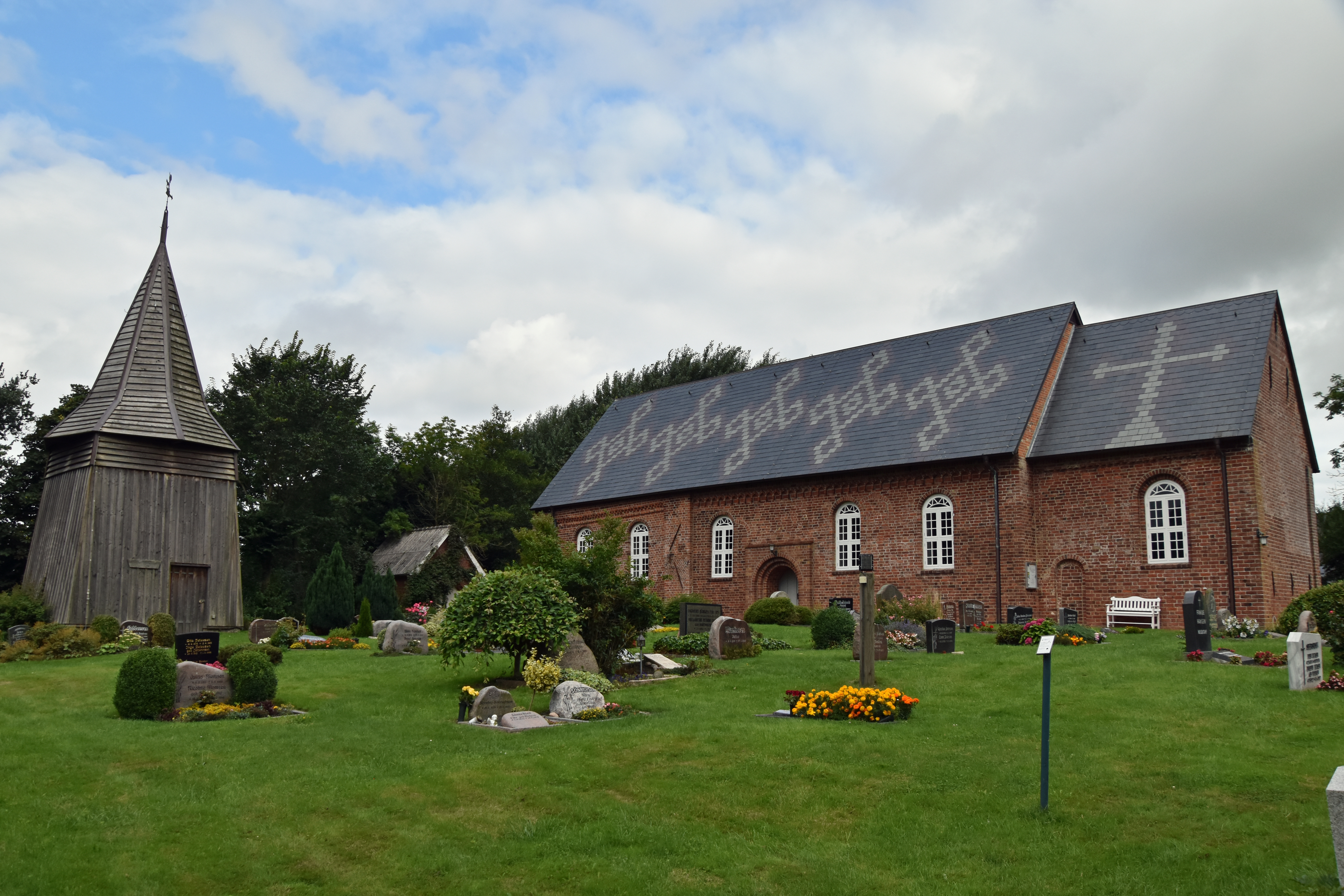
Kirche St. Dionysius in Rodenäs mit Glockenstapel

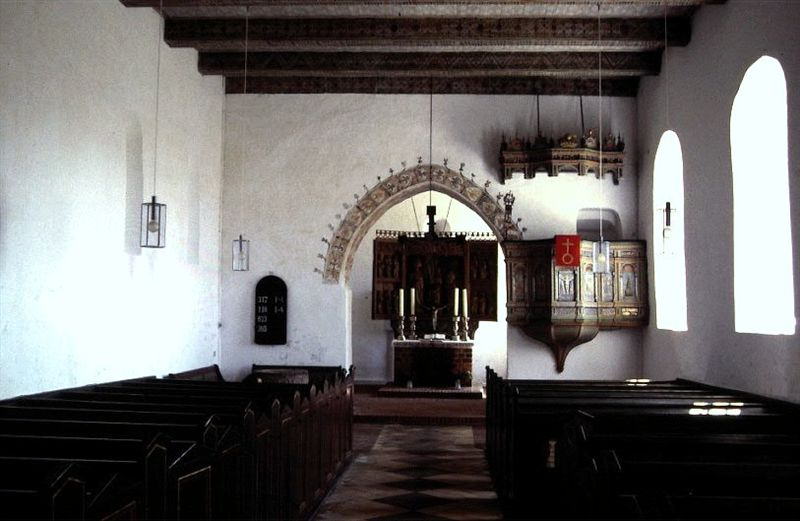
Innenansicht

Die Kirche St. Dionysius ist ein nach dem Denkmalschutzgesetz von Schleswig-Holstein geschütztes Kulturdenkmal mit der Objekt-ID 4130 in Rodenäs, einer Gemeinde im Kreis Nordfriesland in Schleswig-Holstein. Die Kirchengemeinde gehört zum Kirchenkreis Nordfriesland der Evangelisch-Lutherischen Kirche in Norddeutschland.

## Beschreibung
Die Saalkirche aus Backsteinen wurde im 13. Jahrhundert erbaut. Sie besteht aus einem Langhaus und einem eingezogenen, gerade geschlossenen Chor im Osten, die beide mit Satteldächern bedeckt sind. Freistehend im Süden befindet sich ein hölzerner, viereckiger, konisch zulaufender Glockenstapel, der mit einem spitzen achtseitigen Knickhelm bedeckt ist. 
Zur Kirchenausstattung gehören ein um 1500 gebauter Flügelaltar, in dessen Mittelteil sich eine Mondsichelmadonna zwischen dem heiligen Nikolaus und dem heiligen Dionysius befindet, eine 1580 aufgestellte Kanzel und ein Triumphkreuz aus dem 13. Jahrhundert.